# 제8회 EBS 국제다큐영화제
제8회 EBS 국제다큐영화제는 2011년 8월 19일에 열린 시상식이다.

## 수상 및 후보

### 다큐멘터리 정신상
- 더 그린 웨이브 - 앨리 사마디 아하디 수상

### 심사위원 특별상
- 성 - 마르티나 파렌티 외 1명 수상

### 시청자 관객상
- 마라톤 보이 - 젬마 앳월 수상

### UNICEF 특별상
- 잘 지내니, 루돌프? - 로버츠 루빈스 수상

### 페스티벌 초이스 대상
- 마라톤 보이 - 젬마 앳월 수상

### 교육 다큐멘터리 대상
- 월드 클래스 키즈 - 네타 로에비 수상

### 페스티벌 초이스
- 팀 - 패트릭 리드
- 마라톤 보이 - 젬마 앳월
- 하녀와 주인 - 아브네르 베나임
- 이템바:희망 - 엘리너 버켓
- 보이지 않는 현 - 아그네스 소스
- 은밀한 즐거움 - 줄리 모간
- 더 그린 웨이브 - 앨리 사마디 아하디
- 잠 못 드는 사람들 - 자클린 쥔트
- 패밀리 포트레이트 인 블랙 앤 화이트 - 줄리아 이바노바
- 저항의 문화 - 이아라 리
- 더 캐슬 - 마르티나 파렌티 외1명
- 달콤한 농담 - 백연아

### 교육 다큐멘터리
- 월드 클래스 키즈 - 네타 로에비
- 썬더 소울 - 마크 랜즈맨
- 우리들의 학교 - 모나 니코아라 외1명
- 잘 지내니, 루돌프? - 로버츠 루빈스
- 비싼 교육 - 마일스 로스튼
- 소년 치어리더 - 제임스 뉴튼

### 한국 다큐멘터리 파노라마
- 트루맛쇼 - 김재환
- 달팽이의 별 - 이승준
- 오월愛 - 김태일
- 종로의 기적 - 이혁상
- 신들의 땅, 앙코르 (3D) - 김유열 외1명
- 잔인한 계절 - 박배일
- 청계천 메들리 - 박경근
- 경계도시 2 - 홍형숙

### 월드 쇼케이스
- 수증기에 맺힌 인생 - 요나스 베리헬 외1명
- 포지션 어몽 더 스타스 - 레오나르드 레텔 헴리히
- 집으로 가는 기차 - 리신 판
- 케인 토드: 더 컨퀘스트 - 마크 루이스
- 황혼 금메달 - 얀 텐하벤

### 회고전
- 예비선거 - 로버트 드류
- 원 P.M. - D.A. 페네베이커 외1명
- 몬터레이 팝 - D.A. 페네베이커
- 즐거운 어머니날 - 조이스 초프라 외1명

### 특별전
- 더 투 에스코바스 - 제프 짐발리스트
- 팔렌케 사람들 - 산티아고 포사다 외1명
- 리틀 보이스 - 하이로 에두아르도 카릴로 외1명
- 강의 포옹 - 니콜라스 린콘 질

### 뮤직 다큐멘터리
- 태양 아래 흐르는 소리 - 데이비스 시메니스 외1명
- 사운드 라이크 레볼루션 - 제인 미치너 외1명
- 내 안의 삼바 - 조지아 게라 파이스
- 어 드럼스 드림 - 존 워커

### 단편 다큐멘터리
- 비바 마리아! - 아그네즈카 스모친스카
- 지구를 위한 2분 - 이사벨라 로셀리니 외 다수
- 마리아의 길 - 앤 밀른
- 고스트 노이즈 - 마르샤 코놀리

### D-월드
- 위키시크릿 - 마르셀라 가비리아
- 나일 수도 있었던, 혹은 나인 사람들 - 보리스 게레츠
- 아바타와 나 - 벤테 밀톤 외1명
- 이레이징 데이빗 - 데이빗 본드